# Teufelsloch und Almosenwiese bei Steinau an der Straße
Teufelsloch und Almosenwiese bei Steinau an der Straße ist ein Naturschutzgebiet auf dem Gebiet der Stadt Steinau an der Straße im Main-Kinzig-Kreis in Hessen. Das Naturschutzgebiet liegt nördlich der Kernstadt von Steinau an der Straße, direkt an der östlich verlaufenden Landesstraße L 3179.
Am südlichen Rand des Gebietes liegt die Teufelshöhle, eine Tropfsteinhöhle und ein geologisches Naturdenkmal.

## Bedeutung
Das 14,19 ha große Gebiet mit der Kennung 1435012 ist seit dem Jahr 1924 als Naturschutzgebiet ausgewiesen.